# Béatrice d'Arborée
Béatrice d'Arborée (Molins de Rei vers 1343 – 1377) est une princesse d'Arborée, fille puînée du Juge Mariano IV d'Arborée, sœur d'Ugone III d'Arborée et de la fameuse Éléonore d'Arborée, elle fut vicomtesse de Narbonne en tant que qu'épouse Aymeri VI de Narbonne.

## Biographie
En 1336, Timbora di Roccaberti (1318 - 1364), qui appartenait à l'une des maisons les plus illustres de Catalogne rencontre le « donnikello » de dix-sept ans Mariano d'Arborée, fils d' Ugone II d'Arborée et héritier du Judicat à la cour d'Alphonse IV d'Aragon. Le titre de « donnikello ou donnicello » était traditionnellement attribué aux fils et aux proches parents du souverain d'Arborée. Mariano était à Barcelone avec son frère cadet Giovanni dans le but d'acquérir une éducation princière. Les deux jeunes gens se marient avec l'approbation du nouveau monarque aragonais Pierre IV le Cérémonieux qui accorde au marié le titre de  comte de Goceano et Marmilla. Le couple établit sa première résidence dans le palais de la ville, bien qu'il ait privilégié sa résidence de Castellciuró (ca) dans le village voisin de Molins de Rei. Il est désormais historiquement établi  que la comtesse de Goceano donne naissance à quatre enfants dans le château de Molins : Ugone (1337-1383), Béatrice, une fille décédée prématurément et Éléonore d'Arborée (vers 1347 - vers 1403).
Pendant de nombreuses années, les historiens ont avancé qu'Éléonore était la fille puînée de Mariano IV et de Timbora, car c'est elle qui  succède en 1383 à son frère Ugone III d'Arborée, assassiné  Dans une lettre, conservée aux Archives Royales de Barcelone, envoyée par Aymeri VI de Narbonne, veuf de Béatrice, au roi Pierre IV, il est cependant précisé que cette dernière était la deuxième fille et portait de ce fait le nom de l'ancêtre maternel et donc que le trône d'Arborée revenait de plein droit à leur héritier Guillaume. Il était également d'usage dans les familles dirigeantes que les mariages soient célébrés selon l'ordre d'âge: Éléonore, la cadette se maria de nombreuses années après sa  sœur, mais eut l'avantage de résider en Sardaigne et parvint ainsi à succéder au Judicat,
La famille de Mariano IV déménage dans le Judicat et réside dans le palais d'Oristano, ancien domicile de son frère Pietro III et de son épouse Constance de Saluces. Cependant, ils avaient choisi le château de Goceano, centre du comté qu'ils possédaient, comme résidence préférée. Mariano était lui-même représenté dans le polyptyque toujours situé dans l'église voisine de San Nicola à Ottana. Le 6 décembre, journée dédiée à la fête de la sainte, Timbora accompagnée de ses enfants à la fête et leur faisait admirer le portrait de leur père (le seul existant), soulignant à Béatrice, blonde aux yeux verts, la similitude de traits avec lui, tandis qu'Ugone et Éleonore avaient hérité d'elle, un teint Catalan plus sombres.
Mort sans enfants, en 1347, le juge Pietro III d'Arborée, à comme successeur Mariano IV qui s'installe à Oristano avec sa femme et ses trois héritier. L'épouse du juge, une femme moderne à l'époque, a souhaité que Béatrice et Éléonore reçoivent une éducation similaire à celle de leur frère. En 1360, Ugone épousa la fille aînée du préfet de Rome Giovanni di Vico qui mourut en 1369, après lui avoir donné Benedetta, héritière présomptive du trône. En 1361, un contrat de mariage est signé entre Béatrice, âgée de dix-huit ans, et vicomte Aymeri VI de Narbonne, amiral de France âgé de 33 ans, bien que Timbora aurait préféré une union avec le comte catalan d'Ampurias. Aymeri était déjà veuf de Béatrice de Sully et de Yolande de Genève. Béatrice donne naissance à sept enfants, dont son successeur Guillaume. Le vicomte était un amateur de festivités, valeureux combattant et ami du roi de France Jean II le Bon. Le mariage est célébré en 1362 et Béatrice part s'établir sur la côte provençale avec une grande pompe et une dot très riche. Son blason, en vertu du mariage, unissait l'arbre vert aminci du Judicat d'Arborée au rouge du Narbonne-Lara.
La jeune Béatrice vécut quatorze ans au château vicomtal de Narbonne. En raison de la distance, elle eut peu de contacts avec sa famille d'origine et meurt à l'âge de 34 ans, en 1377 . Elle sera inhumée dans la crypte de l' abbaye Sainte-Marie de Fontfroide. Son mari, à nouveau veuf, contracte une quatrième union avec une noble Guillema de Villademanes.
La vicomtesse, dont on ne sait peu de chose de sa vie à Narbonne, le 8 juin 1377, fait dresser un long testament, témoignage de la richesse de la dot apportée d'Arborée: l'héritière universelle étant son fils aîné, elle laisse à son mari 1.000 francs , des dons importants à certains monastères, à ses six autres enfants et aux domestiques des centaines de francs et des florins d'or, des bijoux, des fourrures, une couronne et un chapeau d'or, des meubles précieux, des objets précieux en or et en argent , pierres précieuses.
Le petit-fils de Béatrice d'Arborée Guillaume II de Narbonne, fils de Guillaume Ier de Narbonne mort en 1397, est considéré comme le dernier juge de Arborée de 1407 à 1420 en tant que plus proche parent de Mariano V d'Arborée, l'héritier du Judicat d'Éleonore. Cependant, son règne  fut une véritable aventure qui se termina le 17 août 1420 avec l'aliénation de ses droits sur le territoire sarde au roi d'Aragon Alaphonse V le Magnanime ce qui provoqua l'extinction finale du Judicat d'Arborée.
Guillaume, dernier héritier direct de Mariano IV, meurt sans descendance en 1424 et est inhumé dans l' abbaye de Sainte-Marie de Fontfroide dans les tombes de ses grands-parents Aymeri VI et Béatrice. Le Giudicat d'Arborée se trouve réduit au petit marquisat d'Oristano, dont le quatrième titulaire Leonardo d'Alagon, arrière-petit-fils en ligne féminine du juge Ugone II , vaincu lors de la bataille de Macomer , doit s'incliner face au roi Jean II d'Aragon. La postérité du marquis Leonardo qui eut six enfants représente encore par des héritières féminines de la famille du Judicat d'Arborée.

## Sources
- Charles Boyer, Abbaye de Fontfroide, Lacour, Narbonne 1932.
- (it) Raimondo Carta Raspi, Mariano IV d'Arborea, ed. Il Nuraghe, Cagliari 1934.
- (it) Franco Cuccu, La città dei Giudici, S'Alvure, vol. I, Oristano 1996.
- (it) Lucia D'Arienzo, Documenti sui visconti di Narbona e la Sardegna, vol. 1-2, CEDAM, Padova 1977.
- (it) Mariano IV di Arborea, <Dizionario Biografico degli Italiani>, vol. 70, Treccani, Roma 2007
- (it) Jacques Michaud-André Cabanis, Histoire de Narbonne, Michaud, Toulouse 2004.
- Héléna Philippe, Les origines de Narbonne. Edité par Privat, Toulouse 1937.
- (it) Bianca Pitzorno, Vita di Eleonora d'Arborea principessa medievale di Sardegna, Mondadori, Milano 2010.